# Полянский, Иван Иванович
Иван Иванович Полянский (1872, Рязанская губерния — 14 мая 1930, Павловск) — организатор Слуцкой экскурсионной станции на территории Александровой дачи, педагог-естествоиспытатель, популяризатор естественнонаучных знаний.

## Биография
Родился в 1872 году в селе Мордове Сапожковского уезда Рязанской губернии в семье сельского дьякона Ивана Дмитриевича Полянского. С детства имел перед глазами яркий пример: его отец по своей инициативе и безвозмездно обучал крестьянских детей. В 1892 году Иван Иванович с отличием окончил Рязанскую духовную семинарию, а дальше поступил в Духовную академию в Санкт-Петербурге. Ещё будучи студентом этой академии, Иван Иванович работал у известного демократическими убеждениями и содействием женским курсам профессора П. Ф. Лесгафта в основанной им Биологической лаборатории. Был вольнослушателем естественного отделения Петербургского университета, там же работал по зоологии у профессора В. М. Шимкевича. Преподавал в Павловске в «Летнем практическом институте природоведения» в 1910—1912 годах.
В 1900—1908 годах работал преподавателем средней школы. На протяжении пятнадцати лет, начиная с 1902 года, будучи работником Министерства народного просвещения, устроил и провёл в Петербурге и некоторых других городах несколько десятков летних краткосрочных курсов для учителей естествознания. В 1919 году организовал в окрестностях Ленинграда Слуцкую экскурсионную станцию. Учредив затем целую сеть таких станций, продолжал заниматься переподготовкой учителей естествознания.
Умер 14 мая 1930 года после экскурсии, проведённой для студентов в Павловске.

## Публикации
Написанный Полянским в 1904 году учебник «Три царства природы» имел до революции широкое распространение и переиздавался 14 раз. Также им были изданы книги о наблюдениях в природе и школьных опытах: «Постановка опытов по физиологии растений в природе», «Почва в школьном изучении», «Школьные опыты и наблюдения над снегом», «Сезонные явления в природе» и другие. После 1917 года издавал журналы «Экскурсионное дело» и «Исследуйте природу».

## Оценка деятельности
Согласно изданному в 2019 году учебному пособию для вузов «Методика обучения биологии», в отношении преподавания начального природоведения Полянский являлся сторонником гердовского направления, им были раскрыты методики проведения экскурсий и практических работ, методики и структуры урока, применений наглядных пособий, он был противником включения в пособия для учителей подробно разработанных уроков, советовал давать вместо них хорошие примеры, был опытным экскурсионистом и прекрасным организатором.

### Основная и первоисточники
- Полянский И. И. Избранные педагогические труды. - М., 1962.
- Арбузова Е. Н. Методика обучения биологии. Для подготовки кадров высшей квалификации : учеб. пособие для вузов / Е. Н. Арбузова, В. И. Лошенко, Р. В. Опарин, А. В. Сахаров. — М. : Издательство Юрайт, 2019. — С. 110. — 201 с. — (Серия : Образовательный процесс). — ISBN 978-5-534-10897-2.

### Дополнительная и вторичная
- Реферат «Идеи И.И. Полянского, их роль в развитии методики преподавания естествознания»